# مراجعة أكاديمية إدارة الأعمال
مجلة مراجعة أكاديمية إدارة الأعمال (بالإنجليزية: Academy of Management Review)‏ هي مجلة أكاديمية محكمة حول الإدارة. وفقًا لتقارير الاستشهاد بالمجلات الأكاديمية، فإن عامل التأثير لعام 2021 للمجلة هو 13.865، مما يجعلها في المرتبة الثالثة من أصل 226 مجلة في فئات "الإدارة" والرابعة من بين 155 مجلة في فئة "الأعمال". رئيسة تحرير المجلة هي شيري إم بي تاتشر (جامعة تينيسي). المجلة مفهرسة في سكوبس.
تعد المجلة واحدة من أربع مجلات إدارية عامة تستخدمها جامعة تكساس في دالاس لتصنيف إنتاجية البحث في الجامعات. كما تعد المجلة في قائمة أفضل 50 مجلة في فاينانشال تايمز مع ستة مجلات إدارية أخرى فقط.
مجلة مراجعة أكاديمية إدارة الأعمال، على عكس المجلات الشقيقة الأخرى لأكاديمية الإدارة [الإنجليزية]، تنشر فقط مقالات نظرية ونظرية في مجال الإدارة والدراسات التنظيمية وعلم النفس التطبيقي.